# Storia e leggenda
Storia e Leggenda è il primo libro autoprodotto che racconta la storia de le Orme, gruppo rock progressivo italiano. Il titolo si ispira a quello di un album del 1977 Storia o leggenda. Venne scritto da Gian Piero Trifirò nel 1996-1997, ma a causa di vari problemi vide la luce solo dieci anni più tardi, nel 2006. Il titolo è ispirato a quello dell'album
Copre la carriera del gruppo a partire dall'epoca beat fino agli album come Il fiume che aprivano la strada alla trilogia con cui le Orme ritornavano al progressive rock.
Non si dilunga in analisi musicali; piuttosto, si basa largamente su citazioni dei componenti storici del gruppo, privilegiando le informazioni meno conosciute (fonti di ispirazione, genesi dei vari album).